# 日周運動

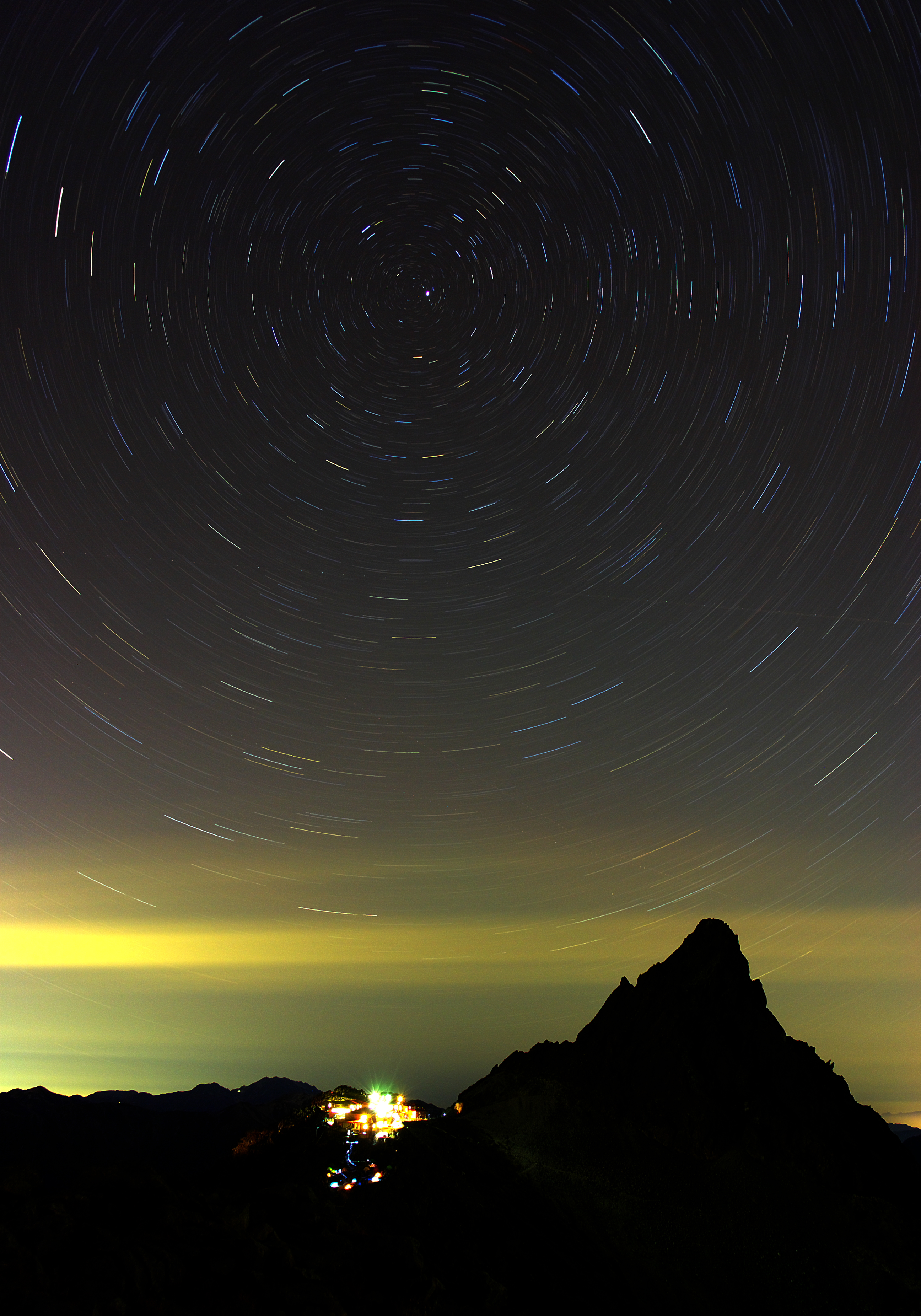
北極星の周りの星の日周運動

日周運動（にっしゅううんどう、英語: diurnal motion）とは、地球の自転によって、天球上の恒星やその他の天体が毎日地球の周りを回るように見える見かけの運動のことである。天体の日周運動は、天の極どうしを結ぶ軸の周りを回るように見える。
地球が地軸の周りを1回自転するのには23時間56分4.09秒（1恒星日）かかるため、日周運動の周期はこの自転周期と等しい。
なお、地球の公転によって、天体が1年の周期で東から西へ回るように見える見かけの運動を年周運動という。年周視差および光行差は年周運動の一種である。

## 運動の方向

天の北極を中心とする、北半球での周極星の回転

天体の日周運動の方向は、北半球から観測した場合には以下のようになる。
- 北の空を見た場合、天の北極より低い位置の天体は向かって左から右へ、すなわち西から東へ動く。
- 北の空を見た場合、天の北極より高い位置の天体は向かって右から左へ、すなわち東から西へ動く。
- 南の空を見た場合には、向かって左から右へ、すなわち東から西へ動く。

したがって、北天の周極星は天の北極の周りを反時計回りに動くことになる。北極星は、天の北極とほぼ同じ方向にあるため、あまり動かない。
地球上の北極点では北や東西の方角は存在しないため、天体の運動は単純に向かって左から右へ動く。天頂を見ると、全ての天体が天頂の周りを反時計回りに動くことになる。
南半球での日周運動は、北半球での運動とは北と南、また左と右が入れ替わった動きになる。東と西は入れ替わらない。また、天の北極の代わりに天の南極が回転の中心となる。南半球では周極星は天の南極の周りを時計回りに動く。
赤道上では、二つの天の極は地平線上にあり、日周運動は北極星の周りを反時計回りに（左回りに）、また天の南極の周りを時計回りに（右回りに）動くように見える。二つの極を除いて全ての天体は東から西に動く。

## 運動の速さ
ある天体が日周運動によって天球上を一日に動く経路（地平線下の経路も含む）の長さはその天体の赤緯の余弦 (cos δ) に比例する。したがって、天体の日周運動の速さは cos δ × 15 °/時 = 15'/分 = 15"/秒 となる。この速さを別の尺度と比較すると以下のようになる。
- 約2分間で太陽または月の（最大の場合の）視直径1個分動く。
- 約4秒間で最も大きい惑星の視直径1個分動く。
- 約1秒間で最も大きい恒星の視直径2,000個分動く。

天体の日周運動はカメラを固定して長時間露出撮影を行なうと観察することができる。天の極に近い周極星はゆっくりとしか動かない。逆に、カメラで日周運動を追尾することで写真上での天体の日周運動を打ち消すには、赤道儀を用いるのが最適である。赤道儀を使うと赤経軸を回転させるだけで日周運動を追尾することができる。赤道儀の中にはモーターを使ってこの追尾（恒星時運転）を自動で行なえるものもあり、天体望遠鏡の架台として広く普及している。